# Ebisu Muscats
Ebisu Muscats (恵比寿マスカッツ) je J-popová dívčí skupina skládající se z japonských modelek a pornohereček. Byla založena v roce 2008 v rámci pořadu tokijské televize  Onegai! Muscat (おねがい マスカット).. Skupina nemá pevný počet členů, v současnosti (září 2012) jich má 29.

## Discography

### Singly
- 2010 – Banana ・ Mangō ・ Haisugūru / 12 no 34 de Naite (with Namidayon Shimai) (バナナ・マンゴー・ハイスクール/12の34で泣いて) JP #8[4]
- 2010 – OECURA MAMBO / Watashi Manbō (OECURA MAMBO/私マンボー) JP #14[4]
- 2010 – Chiyokoreito / Kawaii Kōshien (チヨコレイト/かわいい甲子園) JP #17[4]
- 2011 – Spring Holiday / Kuchigenka Shinai de ♪ (スプリングホリデー／口ゲンカしないで♪) JP #28[4]
- 2011 – Ropponpon☆Fantasy (ロッポンポン☆ファンタジー) JP #8[4]
- 2012 - Hanī to rappu ♪ (ハニーとラップ♪) JP #13[4]
- 2012 - Oyafukō beibē (親不孝ベイベー) JP #8[4]

### Studiová alba
- 2011 – Za masukattsu ~ Hariuddo kara kon'nichiwa ~ (ザ・マスカッツ～ハリウッドからこんにちは～) JP #17 [5]